# Кости
Вижте пояснителната страница за други значения на Кости.
Костѝ е село в Югоизточна България, община Царево, област Бургас.

## География
Село Кости се намира на около 55 km юг-югоизточно от центъра на областния град Бургас, около 13 km югозападно от общинския център Царево и около 23 km изток-североизточно от град Малко Търново. Разположено е в югоизточната част на странджанския планински рид Босна, в ограничаващата рида от юг долина на река Велека, край левия (северния) бряг на реката. Надморската височина в центъра на селото е около 27 m, а преобладаващият наклон на терена е на юг.
Почвите са главно жълтоземно-подзолисти и алувиални и алувиално-ливадни. Климатът е преходно-средиземноморски с мека зима.
Общински път от Кости на северозапад прави връзка при село Българи с второкласния републикански път II-99, който на югозапад води през село Граматиково към Малко Търново, а на североизток – през село Изгрев към връзка югозападно от квартал Крайморие на град Бургас с първокласния републикански път I-9 (Европейски път Е87).
Землището на село Кости граничи със землищата на: село Сливарово на югозапад; село Българи на запад и север; село Бродилово на север и изток. На юг землището на село Кости граничи с Република Турция.
Село Кости е в обхвата на Природен парк „Странджа“.
През Кости е минавал старият път от Малко Търново за Василикò и за Ахтопол.
Населението на село Кости, наброявало 1295 души при преброяването към 1934 г. и 1681 към 1956 г., намалява до 700 към 1985 г. и 187 (по текущата демографска статистика за населението) към 2021 г.
При преброяването на населението към 1 февруари 2011 г., от обща численост 249 лица, за 234 лица е посочена принадлежност към „българска“ етническа група, за 9 – към „ромска“ и за 6 – „не отговорили“.

## История
В околностите на селото има следи от металургична дейност. Засвидетелствани са голям могилен некропол с 15 могили, разположени южно от селото, както и няколко самостоятелни тракийски могили.
Най-ранното писано свидетелство за селото е в турски регистър от 1488 г. Селото фигурира и в данъчен регистър на кааза Анхиало (Поморие) през 17 век. Кости е едно от дванадесетте села в Агатополска нахия.
През Руско-турската война от 1828 – 1829 г. се споменава като „гръцко село“. След 1878 г. селото остава в Османската империя и е причислено към новоучредената Малкотърновска кааза. Жителите му са гърци. Прочуто е било със своите нестинари.
По времето на Преображенското въстание в 1903 г. селото има 100 къщи. Гръцкото му население се изселва след Междусъюзническата война и през 1920-те години в Гърция – така например гърци от Кости са заселени в 1922 г. в българското сярско село Какараска. На мястото на изселилите се гърци в Кости идват българи от Източна Тракия, предимно от село Пирогоплово (към стотина семейства), село Мъглавит, град Малък Самоков и други. Добрите условия в долината на Велека дават възможност на преселниците от Лозенградско бързо да се замогнат. Нейното легендарно плодородие е намирало израз в преданието за многобройните орехови дървета, растящи тук. В 1926 г. селото е имало 304 къщи и 1328 жители, от които 856 бежанци от Източна Тракия.
В края на 1940-те и началото на 1950-те години селото е крайна гара на теснолинейката с 600 mm междурелсие Ахтопол – Бродилово – Кости, демонтирана през 1950-те поради неефективност.
През 2004 г. е закрито основното училище „Св. св. Кирил и Методий“ в Кости.

## Традиционна архитектура
Все още може да се видят някои от старите дървени къщи на предишните му жители. Този стил жилищна архитектура е познат само в трите гръцки села Кости, Бродилово и Каланджа (днес Синеморец). Сградите са твърде просторни по размери, двукатни – отдолу с обор, обковани с груби дъбови дъски, с широки одъри, но без прозорци, затова са тъмни и нехигиенични. Оскъдното осветление се е осигурявало от покрива с „подвижна керемида“.

## Население
Преброяване на населението през 2011 г.
Численост и дял на етническите групи според преброяването на населението през 2011 г.:
|                     | Численост |
| Общо                | 249       |
| Българи             | 234       |
| Турци               | -         |
| Цигани              | 9         |
| Други               | -         |
| Не се самоопределят | -         |
| Неотговорили        | 6         |

## Религии
Всички жители на селото са православни християни. Църквата „Свети Свети Кирил и Методий“ в село Кости съхранява уникални православни икони.

## Обществени институции
Село Кости към 2022 г. е център на кметство Кости.
В село Кости към 2022 г. има:
- действащо читалище „Васил Левски – 1925“;[11][12]
- православна църква „Свети свети Кирил и Методий“;[13]
- пощенска станция.[14]

## Редовни събития
Всяка година през лятото в селото се провежда панаир. На него се играят задължителните и характерните за селото /както и за Бродилово/ нестинарски танци, запазени от дълбока древност.

## Личности
- Златка Ставрева, странджанска народна певица
- Милчо Атанасов, футболист

## Галерия
- Читалище „Васил Левски“
- Клон на Държавното лесничейство
- Пощенският клон
- Стара къща в Кости